# Slah Karoui
Slah Karoui (ur. 11 września 1951 w Susie) – tunezyjski piłkarz występujący na pozycji napastnika. Uczestnik Mistrzostw Świata 1978.

## Kariera klubowa
Podczas Mistrzostw Świata 1978 reprezentował barwy klubu Étoile Sportive du Sahel.

## Kariera reprezentacyjna
Z reprezentacją Tunezji uczestniczył w Mistrzostwach Świata 1978. Na Mundialu wystąpił tylko w meczu grupowym z reprezentacją Meksyku, w którym wszedł na boisko w 70 min. zastępując Abderraoufa Ben Aziza.